# Melchior Wathelet (1949)
Melchior H.M.J.F.C. Wathelet (Petit-Rechain, 6 maart 1949) is een Belgisch voormalig politicus van de cdH. Zijn zoon Melchior Wathelet jr. werd ook politicus.

## Levensloop

### Studies en academische carrière
Melchior Wathelet volbracht de Latijns-Griekse humaniora aan het Sint-Franciscus-Xaveriuscollege in Verviers. Hij promoveerde in 1972 tot licentiaat in de rechten en in 1974 tot licentiaat in de economische wetenschappen aan de Universiteit van Luik. Hij promoveerde in 1976 tot Master of Law aan Harvard-universiteit in de Verenigde Staten en was van 1973 tot 1977 aspirant bij het Nationaal Fonds voor Wetenschappelijk Onderzoek.
Hij was hoogleraar Europees recht aan de Université catholique de Louvain en de Universiteit van Luik. Tevens was hij gasthoogleraar aan de Louisiana State University in de Verenigde Staten, de Université Jean Moulin Lyon 3, de Universiteit van Aix-en-Provence, de Université Paris-Panthéon-Assas en de Universiteit van Bourgondië in Frankrijk, de Universiteit van Wenen in Oostenrijk en de Universiteit Luxemburg in Luxemburg.

### Politieke loopbaan
Wathelet begon vroeg aan een politieke loopbaan: hij militeerde in de jongerenafdeling van de PSC en werd in 1973 lid van de partijafdeling in Dison. Bij de gemeenteraadsverkiezingen van 1976 werd Wathelet verkozen tot gemeenteraadslid van Verviers, wat hij bleef tot in 1995. Van januari tot september 1995 was hij burgemeester van de stad.
Van 1977 tot 1995 zetelde hij voor het arrondissement Verviers in de Kamer van volksvertegenwoordigers. Door het toen bestaande dubbelmandaat was hij van 1977 tot 1980 ook lid van de Franse Cultuurraad en zetelde hij van 1980 tot 1995 ook in de Waalse Gewestraad en de Raad van de Franse Gemeenschap. Van februari tot mei 1988 was hij ondervoorzitter van de Waalse Gewestraad. In 1979 was Wathelet korte tijd politiek secretaris van de PSC, waarna hij van 1980 tot 1995 bijna zonder onderbreking minister in de federale of gewestelijke regeringen was.
Van oktober 1980 tot december 1981 was Wathelet federaal staatssecretaris voor Waalse Zaken in de regering-Martens IV en de regering-M. Eyskens, bevoegd voor streekeconomie en huisvesting. Daarna was hij van december 1981 tot december 1985 minister van Nieuwe Technologieën, KMO's, Ruimtelijke Ordening en Bossen in de Waalse Regering en van december 1985 tot februari 1988 minister-president van de Waalse Regering, eveneens bevoegd voor Nieuwe Technologieën, Buitenlandse Relaties, Algemene Zaken en Personeel. In mei 1988 keerde hij terug naar de federale regering: van mei 1988 tot maart 1992 was hij vicepremier en minister van Justitie en Middenstand in de regering-Martens VIII en de regering-Martens IX en van maart 1992 tot mei 1995 was hij vicepremier en minister van Justitie, Economische Zaken en Oorlogsslachtoffers in de regering-Dehaene I. Hij beëindigde zijn ministeriële carrière als vicepremier en minister van Landsverdediging in de regering-Dehaene II, een mandaat dat hij uitoefende van mei tot september 1995. Tijdens de regeringsformatie van 1991-1992 probeerde Wathelet van 19 december 1991 tot 31 januari 1992 als formateur een regering te vormen.
Als minister van Justitie in de regering-Dehaene I ondertekende hij de vervroegde vrijlating van Marc Dutroux, veroordeeld voor kinderverkrachting. Wathelet kreeg hiervoor later kritiek. Nochtans was de ondertekening een routine voor de bevoegde minister, nadat de aanvraag tot vervroegde vrijlating gunstig advies had gekregen op verschillende adviserende en ambtelijke echelons.
In 1990 ondertekende en bekrachtigde Wathelet samen met veertien andere regeringsleden een van de meest liberale abortuswetgevingen ter wereld.
Eind 1990 werd op zijn kabinet beslist dat onderzoeksrechter Freddy Troch van het dossier van de Bende van Nijvel gehaald werd. Het onderzoek werd gecentraliseerd in Charleroi.
Op 7 december 2009 werd hij minister van staat.

### Na de politiek
Van 1995 tot 2003 was Wathelet na het overlijden van René Joliet rechter in het Europees Hof van Justitie.
Tijdens de periode 2004 tot 2012 was hij advocaat en juridisch raadgever in Frankrijk. Van 2004 tot 2012 was hij tevens voorzitter van NMBS Logistics. In deze hoedanigheid was hij ook bestuurder van de NMBS-Holding.
In 2011 volgde hij Étienne Davignon op als voorzitter van Le Circuit de Spa-Francorchamps. François Cornelis volgde hem op vanwege zijn benoeming tot advocaat-generaal bij het Europees Hof van Justitie.
In april 2012 werd Wathelet door de regering-Di Rupo voorgedragen en vervolgens benoemd tot advocaat-generaal bij het Europees Hof van Justitie. Zijn mandaat vatte aan in oktober 2012. In 2015 werd hij er eerste advocaat-generaal. In oktober 2018 ging hij met pensioen.
Sinds 2016 is hij lid van de Federale Deontologische Commissie.
Hij is ook voorzitter van de adviesraad van de HEC Liège Management School.

## Eerbetoon
- Hij is sinds 2010 eredoctor van de Université de Paris - Dauphine.
- Hij is ereburger van Luik sinds 2012 en Verviers sinds 2016.

- Bibliothèque nationale de France: cb16253155n (data)
- Gemeinsame Normdatei: 1180066995
- International Standard Name Identifier: 0000 0001 1960 2472
- Library of Congress Control Number: no2011034843
- Nederlandse Thesaurus van Auteursnamen: 08938024X
- Système universitaire de documentation: 059252502
- Virtual International Authority File: 169727264
- WorldCat: E39PBJf4gFFfdDXKRWXpY8fcyd